# (5740) Toutoumi
(5740) Toutoumi – planetoida z pasa głównego asteroid okrążająca Słońce w ciągu 4 lat i 96 dni w średniej odległości 2,63 j.a. Została odkryta 29 listopada 1989 roku. Przed nadaniem nazwy planetoida nosiła oznaczenie tymczasowe (5740) 1989 WM3.